# أنطونيو مارينو
أنطونيو مارينو (بالإيطالية: Antonio Marino)‏ (9 أغسطس 1988 مازر إيطاليا - ) هو لاعب كرة قدم إيطالي يلعب كمدافع.

## روابط خارجية
- أنطونيو مارينو على موقع قاعدة بيانات كرة القدم.إي يو (الإنجليزية)
- أنطونيو مارينو على موقع Soccerway.com (الإنجليزية)
- أنطونيو مارينو على موقع عالم كرة القدم.نت (الإنجليزية)